# Cá mập sừng
Cá mập sừng (danh pháp hai phần: Heterodontus francisci) là một loài cá mập đầu bò, thuộc họ Heterodontidae. Đây là loài đặc hữu tại vùng nước duyên hải phía tây Bắc Mỹ, từ California đến vịnh California.